# Sugar Sugar Rune
Sugar Sugar Rune (яп. シュガシュガルーン сюга сюга ру:н, букв. «Сладкие сладкие чары» или "Сахарная руна") — манга за авторством Моёко Анно и её аниме адаптация от Studio Pierrot и Satelight. Трансляция телесериала на канале TV Tokyo была приостановлена в середине 2006 года.

## Сюжет
Это история о Шоколе (от фр. Chocolat) и Ванилле (от фр. Vanilla), двух юных ведьмах из Волшебного Мира. Они избраны для участия в соревновании, победитель которого станет Королевой Волшебного Мира. Даже будучи соперницами, они остаются подругами. Мать Шоколы победила в предыдущем конкурсе, но из-за истории с ограми, королевой стала мать Ваниллы. Теперь Шокола должна победить, чтобы стать «сияющей звездой» (Лучистой Королевой Света) ради своей матери. Для победы в соревновании, ведьмы должны замаскироваться под обычных людей и украсть человеческие «сердца» (на самом деле застывшие эмоции). С помощью Рокин Робина, их наставника и опекуна, и двух демонов, они начинают соревнование за звание следующей Королевы.
Как бы то ни было, проблемы начинаются, когда две юные ведьмы встречают Пьера, холодного и таинственного юношу, использующего Шоколу и Ваниллу в своих целях. Теперь они обе должны продолжать сражаться, стараясь сохранить дружбу, которая сильнее магии.

### Ранги сердец
Хрустальные сердца это драгоценные камни в форме сердец, играющие важную роль для кандидаток в Волшебном Мире, так как они являются источниками энергии в их измерении. Каждому из них соответствует различное количество баллов.
| Цвет                             | Баллы | Чувства                                                                                 |
| -------------------------------- | --- | --------------------------------------------------------------------------------------- |
| Жёлтый (Jaune)                   | 5 | Неожиданность или страх                                                                 |
| Оранжевый (Orange)               | 300 | Любовь с первого взгляда (Обычно сильное чувство симпатии)                              |
| Зелёный (Vert)                   | 350 | Дружба                                                                                  |
| Радужный (Multicolor or Rainbow) | 500 | Веселье или заинтересованность (было использовано только в аниме)                       |
| Розовый (Rose)                   | 1000 | Захватывающее пульсирующее чувство сладкой любви                                        |
| Пурпурный (Pourpre)              | 2500 | Похоть                                                                                  |
| Синий (Bleu)                     | 3000 | Уважение и честь                                                                        |
| Красный (Rouge)                  | 5000 | Любовная страсть                                                                        |
| Чёрный (Noir)                    | Наносит сильные повреждения ведьме; забирает набранные баллы. Используется ограми для получения мощной магии. | Ненависть и ревность                                                                    |
| Белый (Blanc)                    | Исцеляет эффект от чёрного сердца.                                                                            | Исцеляет чёрное сердце, не оставляя ненависти. Появляется из очищенного чёрного сердца. |

## Персонажи
- Шокола Мейер/Chocolat Meilleure (с фр. — «Лучший шоколад») — добрая, отзывчивая и смелая девушка, сильная личность, но весьма вспыльчивая. Главная героиня. Она лучшая подруга Ваниллы и дочь старшей ведьмы Корицы. У неё длинные красно-рыжие волосы, изумрудные глаза и острые ушки. Она в Человеческом мире не так популярна как Ванилла, так как её характер скорее отпугивает мальчиков, но вместо этого она способна подружиться с любым из них. Её демон — ленивый, но обладающий большой силой, лягушка по имени Дюк. В Волшебном Мире она живёт со своим дедом, Корном, могучим волшебником, который, как и Шокола, не любит Бланку и имеет дурной характер. Дата её рождения — 13 августа. На протяжении истории, Шокола влюбляется в Пьера и обменивается с ним сердцами (51 эпизод). В аниме она проигрывает в конкурсе, но Ванилла отказывается от трона в её пользу, делая её королевой двух миров (Волшебного Мира и Мира Огров). В манге Шокола и Пьер проигрывают и теряют память, что возвращает их на несколько лет назад, на коронацию Ваниллы.

Заклинание: Sugar Sugar Rune! Choco-Rune!
Сэйю — Марика Мацумото
- Ванилла Мьё/Vanilla Mieux (с фр. — «Ваниль лучше») — стеснительная и робкая девушка. Она лучшая подруга Шоколы и дочь Королевы Кэнди. Её демон — Бланка. У неё короткие белокурые вьющиеся волосы, сине-фиолетовые глаза и кроткий взгляд. Её ушки заострены, как и у Шоколы. Она популярнее своей подруги в Человеческом Мире, что заставляет Шоколу думать, что Человеческий и Волшебный миры противоположны. Также Ванилла больше старается стать королевой, чем Шокола, по крайней мере, в первых двух частях манги. В середине истории Ванилла становится принцессой огров благодаря Пьеру. В последней части манги она побеждает в конкурсе, но отказывается принять корону. Но несколько лет спустя она вынуждена принять корону, потому что Шокола пропадает. Но сюжет аниме несколько отличается. Она побеждает в соревновании, но отдаёт корону своей подруге, как более достойной.

Заклинание: Sugar Sugar Rune! Vani-Rune!
Сэйю — Дзюри Ихата
- Рокин Робин/Rockin' Robin — наставник Ваниллы и Шоколы. Он также ведёт запись прогресса коллекционирования сердец. Он популярная рок-звезда в Человеческом Мире («Rockin' Robin» и «Rock’n Lovin'» катаканой записываются одинаково). Он может показаться грубым и неприятным, но он обладает заботливым и чутким сердцем, правда он редко это показывает. Если верить Бланке, Робину 6800 лет, и он использует маски, чтобы казаться молодым и привлекательным. Он боится мечей и колющих предметов вообще, это выясняется, когда девочки пытаются изучить фехтование. В манге он приносит себя в жертву ради Шоколы в финальной битве. День рождения 7 ноября. Рост 188 см.

Сэйю — Кэндзиро Цуда
- Дюк/Duke (с фр. — «от англ. "герцог"») - является волшебной жабой, покрытой красно-чёрными полосами. Это демон, принадлежащий Шоколе. Он помогает ей собирать сердца. Но в начале истории помощи от него не очень много, что заставляет думать, что он безнадёжен. Он постоянно соперничает с Бланкой, демоном Ваниллв. Он ленив, груб и практически безвреден, но он обладает знаниями относительно сердец, что в дальнейшем сильно поможет Шоколе. Фактически, Дюк это младший брат Корицы, превращённый в жабу после событий, связанных с коронацией Кэнди. В конце 6 тома он снова превращается в человека благодаря магии белого сердца. Его настоящее имя Пувре, что по-французски означает «перец».

Сэйю — Юити Ясода
- Бланка/Blanca (с фр. — «от испанского "белый"») — это волшебная мышь, демон Ваниллы. По сюжету благодаря ей девушка с самого начала становится лидером в соревновании. Ей нравится дразнить Шоколу и Дюка, да и практически всех, кто ей не нравится. А нравятся ей только чайные церемонии в компании других мышей. Шокола называет её крысой. Несмотря на то, что их отношения не самые тёплые, бывает, что Бланка смягчается и показывает Шоколе свои лучшие качества. В манге она была девушкой из Волшебного Мира, но была превращена в мышь из-за того, что влюбилась в человека и потеряла своё сердце. Она была превращена обратно в человеческую форму благодаря силе сердца Пьера. Её настоящее имя Либби.

Сэйю — Тиса Ёкояма
- Пьер Темпет дю Нейж/Pierre Tempête du Neige — симпатичный и популярный юноша, ученик той же школы, в которой учится Шокола и Ванилла. Но у него холодное сердце и он не такой безобидный, каким кажется. Он капитан команд по теннису и фехтованию и у него даже есть собственный фан-клуб, состоящий из красивых, но жестоких старшеклассниц. Члены клуба не любят Шоколу, так как она всё время появляется рядом с Пьером, их принцем. Практически никто не может устоять против его шарма и харизмы. У него светлые волосы, голубые, как лёд, глаза. Как выясняется из второго тома, Пьер тоже принадлежит Волшебному Миру. По сюжету, Пьер влюбляется в Шоколу и в конечном счёте, его сердце становится белым.

Сэйю — Хироки Кониси

## Восприятие и критика
Манга получила премию издательства «Коданся» как лучшая манга 2005 года.
Также манга Sugar Sugar Rune была названа «величайшей фэнтэзи историей за последние 5 лет» обозревателем Anime News Network, который высоко оценил стиль и силу заключительной части.

## Издания

### Манга
Манга насчитывает 8 томов. В отличие от аниме, которое закончилось до того, как вышел последний том, в манге ярче показана борьба между ограми и ведьмами.

### Аниме
Аниме Sugar Sugar Rune состоит из 51 серии. Аниме несколько отличается от манги. В целом придерживаясь сюжетной линии, заданной в манге, аниме добавляет элементы, которые более типичны для аудитории сёдзё. Главное отличие состоит в том, что Шокола и Ванилла должны трансформироваться обратно в форму ведьм, чтобы собирать сердца. Костюм Шоколы становится розовым (в оригинале был чёрным). Также в аниме добавлен ещё один цвет сердца — радужный.
- Опенинг
  1. «Chocolat à la folie» (яп. ショコラに夢中 Сёкора ни мутю:, Chocolate with Madness) (исполнитель — Кариа Номото)
- Эндинг
  1. Ailleurs vers la lune (яп. 月の向こうの世界 цуки но му:ко сэкай, Elsewhere towards the moon) (исполнитель — Кариа Номото), эпизоды 1-29.
  2. «Date☆Date» (исполняют Марика Мацумото и Дзюри Ихата), серии 30-51

Слова опенинга и эндинга были написаны мангакой Моёко Анно. Музыка и аранжировка записана Ясухару Кониси, автором песен Pizzicato Five.